# Железничка станица Станичење
Железничка станица Станичење је једна од железничких станица на прузи Ниш—Димитровград. Налази се у насељу Станичење у граду Пироту. Пруга се наставља у једном смеру ка Пироту и у другом према према Чифлику. Железничка станица Станичење се састоји из 3 колосека. Растојање од Ниша износи 63,8 км односно 9,1 км од Пирота.